# Polens damlandslag i fotboll
Polens damlandslag i fotboll representerar Polen i fotboll på damsidan. Landslaget spelade sin första match den 27 juni 1981 borta mot Italien. De har aldrig kvalat in till VM eller OS. Polen kvalade in till sitt första EM-slutspel genom att kvalificera sig till Europamästerskapet i Schweiz 2025.